# Эстергор, Ян
Ян Эрик Эстергор (дат. Jan Erik Østergaard, род. 20 февраля 1961, Вайле, Южная Дания) — датский профессиональный велогонщик, специалист по маунтинбайку, он также участвовал в соревнованиях по велокроссу и шоссейному велоспорту. Бронзовый призёр чемпионата мира по маунтинбайку (1993, 1995).

## Карьера
Ян Эстергор добился первого успеха на международной арене в 1993 году, когда завоевал бронзовую медаль в кросс-кантри на чемпионате мира в Метабьефе. В этой гонке его опередили только соотечественник Хенрик Джернис и нидерландец Марсель Герритсен. Через два года он повторил этот результат на чемпионате мира в Кирхцартене. На этот раз датчанин проиграл Барту Брентьенсу из Нидерландов и французу Мигелю Мартинесу.
Ян Эстергор участвовал в соревнованиях по маунтинбайку в дисциплине кросс-кантри на летних Олимпийских играх 1996 года в Атланте, где занял 18-е место. Он также участвовал в соревнованиях по кросс-кантри, неоднократно завоёвывая медали национального чемпионата.
Эстергор также участвовал в шоссейных гонках, его самые большие успехи — победа в общем зачёте в люксембургской гонке Флеш дю Сюд в 1998 году и второе место в бельгийской гонке Arden Challenge в 2000 году. Он также участвовал в Джиро д’Италия 1988, заняв 119-е место в общем зачёте.

## Достижения

### Шоссе
1991
Гран-при Крикельона (Бен-Эзе)
2-й на Grand Prix OST Manufaktur
3-й на Гран-при Варегема
1992
Флеш дю Сюд
1993
3-й на Grand Prix OST Manufaktur
1995
Гран-при Жан Бауш
1996
2-й на Grand Prix Herning
1998
Флеш дю Сюд
1999
4-й этап Sports Tech Arden Challenge
Leimentalrundfahrt
3-й на Туре Мозеля
2000
1-й и 3-й этапы Sports Tech Arden Challenge
Гран-при Верхней Шельды
2-й на Arden Challenge
3-й на Флеш дю Сюд
3-й на Grand Prix OST Manufaktur

#### Статистика выступления наГранд-турах
| Гонка / Год    | 1988 |
| -------------- | ---- |
| Джиро д’Италия | 119  |

### Велокросс
1984
3-й на Чемпионате Дании
1985
2-й на Чемпионате Дании
1986
Хамм
1987
Kayle
1990
Grand Prix Möbel Alvisse
1992
3-й на Чемпионате Дании
1993
2-й на Чемпионате Дании
1995
2-й на Чемпионате Дании
8-й на Чемпионате мира
1998
2-й на Чемпионате Дании

### Маунтинбайк
| Атланта 1996 18-й на кросс-кантри Метабьеф 1993 на кросс-кантри Кирхцартен 1995 на кросс-кантри | 1995 3-е место, победитель двух этапов 1996 2-е место на втором этапе 1993 3-й на Чемпионате Дании 1995 Чемпионат Дании 1997 3-й на Чемпионате Дании 1998 3-й на Чемпионате Дании |